# Dayah Tanoh (Pidie)
Dayah Tanoh is een bestuurslaag in het regentschap Pidie van de provincie Atjeh, Indonesië. Dayah Tanoh telt 357 inwoners (volkstelling 2010).